# Mannschaftsaufstellungen der Schacholympiade 1927
Die Tabellen nennen die Aufstellung der Mannschaften bei der Schacholympiade 1927 in London. Die 16 teilnehmenden Mannschaften spielten ein vollrundiges Turnier mit je einem Spiel gegen jede andere Mannschaft. Zu jedem Team gehörten vier oder fünf Spieler, von denen in jedem Wettkampf vier eingesetzt wurden. Die Brettreihenfolge war von Runde zu Runde frei wählbar, die Sortierung in den Tabellen ergibt sich aus der Aufstellung der 1. Runde. Zu jeder Mannschaft sind die gewonnenen, unentschiedenen und verlorenen Wettkämpfe sowie die Punktzahlen genannt. Dann folgen zu jedem Spieler seine persönlichen Ergebnisse. Für die Platzierung der Mannschaften waren die Brettpunkte vorrangig.

## Mannschaften

### 1. Ungarn
| Platz | Land          | G  | R | V | Brettp. | Mannschaftsp. |
| ----- | ------------- | -- | - | - | ------- | ------------- |
| 1     | Ungarn        | 11 | 0 | 4 | 40      | 22            |
| Brett | Spieler       | G  | R | V | Punkte  | Partien       |
| 1     | Géza Maróczy  | 06 | 6 | 0 | 9       | 12            |
| 2     | Géza Nagy     | 08 | 3 | 3 | 9,5     | 14            |
| 3     | Árpád Vajda   | 05 | 5 | 3 | 7,5     | 13            |
| 4     | Kornél Havasi | 04 | 3 | 1 | 5,5     | 8             |
| 5     | Endre Steiner | 06 | 5 | 2 | 8,5     | 13            |

### 2. Dänemark
| Platz | Land                 | G  | R | V | Brettp. | Mannschaftsp. |
| ----- | -------------------- | -- | - | - | ------- | ------------- |
| 2     | Dänemark             | 10 | 3 | 2 | 38,5    | 23            |
| Brett | Spieler              | G  | R | V | Punkte  | Partien       |
| 1     | Orla Hermann Krause  | 04 | 6 | 5 | 7       | 15            |
| 2     | Holger Norman-Hansen | 11 | 2 | 2 | 12      | 15            |
| 3     | Erik Andersen        | 08 | 4 | 3 | 10      | 15            |
| 4     | Carl Ruben           | 07 | 5 | 3 | 9,5     | 15            |

### 3. England
| Platz | Land                     | G | R | V | Brettp. | Mannschaftsp. |
| ----- | ------------------------ | - | - | - | ------- | ------------- |
| 3     | England                  | 9 | 2 | 4 | 36,5    | 20            |
| Brett | Spieler                  | G | R | V | Punkte  | Partien       |
| 1     | Henry Ernest Atkins      | 3 | 8 | 1 | 7       | 12            |
| 2     | Frederick Dewhurst Yates | 7 | 2 | 5 | 8       | 14            |
| 3     | George Alan Thomas       | 9 | 6 | 0 | 12      | 15            |
| 4     | Reginald Pryce Michell   | 4 | 4 | 5 | 6       | 13            |
| 5     | Edmund Spencer           | 2 | 3 | 1 | 3,5     | 6             |

### 4. Niederlande
| Platz | Land                 | G | R | V | Brettp. | Mannschaftsp. |
| ----- | -------------------- | - | - | - | ------- | ------------- |
| 4     | Niederlande          | 7 | 5 | 3 | 35      | 19            |
| Brett | Spieler              | G | R | V | Punkte  | Partien       |
| 1     | Max Euwe             | 7 | 7 | 1 | 10,5    | 15            |
| 2     | Henri Weenink        | 5 | 3 | 7 | 6,5     | 15            |
| 3     | Gerard Kroone        | 8 | 2 | 5 | 9       | 15            |
| 4     | Jan Willem Te Kolsté | 5 | 5 | 3 | 7,5     | 13            |
| 5     | Willem Schelfhout    | 1 | 1 | 0 | 1,5     | 2             |

### 5. Tschechoslowakei
| Platz | Land             | G  | R | V | Brettp. | Mannschaftsp. |
| ----- | ---------------- | -- | - | - | ------- | ------------- |
| 5     | Tschechoslowakei | 10 | 0 | 5 | 34,5    | 20            |
| Brett | Spieler          | G  | R | V | Punkte  | Partien       |
| 1     | Richard Réti     | 09 | 5 | 1 | 11,5    | 15            |
| 2     | Karl Gilg        | 05 | 5 | 3 | 7,5     | 13            |
| 3     | Karel Hromádka   | 04 | 3 | 5 | 5,5     | 12            |
| 4     | Amos Pokorný     | 05 | 2 | 5 | 6       | 12            |
| 5     | Ladislav Prokeš  | 03 | 2 | 3 | 4       | 8             |

### 6. Deutschland
| Platz | Land              | G | R | V | Brettp. | Mannschaftsp. |
| ----- | ----------------- | - | - | - | ------- | ------------- |
| 6     | Deutschland       | 9 | 2 | 4 | 34      | 20            |
| Brett | Spieler           | G | R | V | Punkte  | Partien       |
| 1     | Siegbert Tarrasch | 4 | 9 | 2 | 8,5     | 15            |
| 2     | Jacques Mieses    | 5 | 6 | 4 | 8       | 15            |
| 3     | Carl Carls        | 7 | 5 | 3 | 9,5     | 15            |
| 4     | Heinrich Wagner   | 4 | 8 | 3 | 8       | 15            |

### 7. Österreich
| Platz | Land                    | G | R | V | Brettp. | Mannschaftsp. |
| ----- | ----------------------- | - | - | - | ------- | ------------- |
| 7     | Österreich              | 9 | 1 | 5 | 34      | 19            |
| Brett | Spieler                 | G | R | V | Punkte  | Partien       |
| 1     | Ernst Grünfeld          | 6 | 7 | 0 | 9,5     | 13            |
| 2     | Josef Lokvenc           | 5 | 4 | 3 | 7       | 12            |
| 3     | Hans Kmoch              | 4 | 5 | 3 | 6,5     | 12            |
| 4     | Siegfried Reginald Wolf | 2 | 7 | 2 | 5,5     | 11            |
| 5     | Theodor Gruber          | 2 | 7 | 3 | 5,5     | 12            |

### 8. Schweiz
| Platz | Land            | G | R | V | Brettp. | Mannschaftsp. |
| ----- | --------------- | - | - | - | ------- | ------------- |
| 8     | Schweiz         | 7 | 2 | 6 | 32      | 16            |
| Brett | Spieler         | G | R | V | Punkte  | Partien       |
| 1     | Hans Johner     | 4 | 6 | 3 | 7       | 13            |
| 2     | Oskar Naegeli   | 6 | 4 | 4 | 8       | 14            |
| 3     | Otto Zimmermann | 5 | 8 | 2 | 9       | 15            |
| 4     | Henry Grob      | 2 | 7 | 5 | 5,5     | 14            |
| 5     | Walter Michel   | 2 | 1 | 1 | 2,5     | 4             |

### 9. Jugoslawien
| Platz | Land             | G | R | V | Brettp. | Mannschaftsp. |
| ----- | ---------------- | - | - | - | ------- | ------------- |
| 9     | Jugoslawien      | 6 | 3 | 6 | 30      | 15            |
| Brett | Spieler          | G | R | V | Punkte  | Partien       |
| 1     | Boris Kostić     | 5 | 7 | 3 | 8,5     | 15            |
| 2     | Vladimir Vuković | 7 | 2 | 6 | 8       | 15            |
| 3     | Lajos Asztalos   | 4 | 8 | 3 | 8       | 15            |
| 4     | Sadi Kalabar     | 5 | 1 | 9 | 5,5     | 15            |

### 10. Italien
| Platz | Land                       | G | R  | V | Brettp. | Mannschaftsp. |
| ----- | -------------------------- | - | -- | - | ------- | ------------- |
| 10    | Königreich Italien         | 5 | 04 | 6 | 28,5    | 14            |
| Brett | Spieler                    | G | R  | V | Punkte  | Partien       |
| 1     | Stefano Rosselli del Turco | 2 | 10 | 3 | 7       | 15            |
| 2     | Mario Monticelli           | 7 | 04 | 4 | 9       | 15            |
| 3     | Massimiliano Romi          | 3 | 03 | 9 | 4,5     | 15            |
| 4     | Antonio Sacconi            | 5 | 06 | 4 | 8       | 15            |

### 11. Schweden
| Platz | Land           | G | R | V | Brettp. | Mannschaftsp. |
| ----- | -------------- | - | - | - | ------- | ------------- |
| 11    | Schweden       | 6 | 0 | 9 | 28      | 12            |
| Brett | Spieler        | G | R | V | Punkte  | Partien       |
| 1     | Allan Nilsson  | 5 | 5 | 5 | 7,5     | 15            |
| 2     | Gustaf Nyholm  | 3 | 4 | 8 | 5       | 15            |
| 3     | Ernst Jacobson | 7 | 2 | 6 | 8       | 15            |
| 4     | Gösta Stoltz   | 5 | 5 | 5 | 7,5     | 15            |

### 12. Argentinien
| Platz | Land                   | G | R  | V | Brettp. | Mannschaftsp. |
| ----- | ---------------------- | - | -- | - | ------- | ------------- |
| 12    | Argentinien            | 5 | 02 | 8 | 27      | 12            |
| Brett | Spieler                | G | R  | V | Punkte  | Partien       |
| 1     | Roberto Grau           | 2 | 10 | 3 | 7       | 15            |
| 2     | Juan Rivarola          | 0 | 07 | 8 | 3,5     | 15            |
| 3     | Alejandro Nogués Acuña | 5 | 05 | 5 | 7,5     | 15            |
| 4     | Luis Argentino Palau   | 7 | 04 | 4 | 9       | 15            |

### 13. Frankreich
| Platz | Land                   | G | R | V | Brettp. | Mannschaftsp. |
| ----- | ---------------------- | - | - | - | ------- | ------------- |
| 13    | Frankreich             | 4 | 2 | 9 | 24,5    | 10            |
| Brett | Spieler                | G | R | V | Punkte  | Partien       |
| 1     | André Chéron           | 1 | 7 | 7 | 4,5     | 15            |
| 2     | André Muffang          | 3 | 9 | 3 | 7,5     | 15            |
| 3     | Georges Renaud         | 3 | 6 | 6 | 6       | 15            |
| 4     | Louis Betbeder Matibet | 3 | 7 | 5 | 6,5     | 15            |

### 14. Finnland
| Platz | Land                  | G | R  | V | Brettp. | Mannschaftsp. |
| ----- | --------------------- | - | -- | - | ------- | ------------- |
| 14    | Finnland              | 4 | 02 | 9 | 21,5    | 10            |
| Brett | Spieler               | G | R  | V | Punkte  | Partien       |
| 1     | Anatol Tshepurnoff    | 4 | 04 | 7 | 6       | 15            |
| 2     | Birger Axel Rasmusson | 2 | 10 | 3 | 7       | 15            |
| 3     | Eino Heilimo          | 1 | 05 | 9 | 3,5     | 15            |
| 4     | Johannes Terho        | 2 | 06 | 7 | 5       | 15            |

### 15. Belgien
| Platz | Land               | G | R | V | Brettp. | Mannschaftsp. |
| ----- | ------------------ | - | - | - | ------- | ------------- |
| 15    | Belgien            | 2 | 4 | 9 | 21,5    | 8             |
| Brett | Spieler            | G | R | V | Punkte  | Partien       |
| 1     | George Koltanowski | 4 | 9 | 2 | 8,5     | 15            |
| 2     | Isidore Censer     | 3 | 3 | 9 | 4,5     | 15            |
| 3     | Arsène Louviau     | 2 | 5 | 8 | 4,5     | 15            |
| 4     | Marcel Censer      | 2 | 4 | 9 | 4       | 15            |

### 16. Spanien
| Platz | Land                     | G | R | V  | Brettp. | Mannschaftsp. |
| ----- | ------------------------ | - | - | -- | ------- | ------------- |
| 16    | Spanien                  | 0 | 2 | 13 | 14,5    | 2             |
| Brett | Spieler                  | G | R | V  | Punkte  | Partien       |
| 1     | Manuel Golmayo Torriente | 2 | 9 | 04 | 6,5     | 15            |
| 2     | Valentí Marín            | 0 | 5 | 10 | 2,5     | 15            |
| 3     | José Vilardebó Picurena  | 0 | 5 | 10 | 2,5     | 15            |
| 4     | Plácido Soler Bordas     | 1 | 4 | 10 | 3       | 15            |